# Velódromo de la Videna
Das Velódromo de la Videna ist eine Halle mit Radrennbahn in der peruanischen Hauptstadt Lima.

## Geschichte
Das Velodrom wurde für die Austragung der Bahnradsportwettbewerbe der Panamerikaspiele 2019 und die folgenden Parapanamerikanischen Spiele errichtet und im Juni 2019 fertiggestellt. An derselben Stelle befand sich zuvor eine offene Radrennbahn. Die neue Bahn selbst ist aus Holz gefertigt, ist sieben Meter breit und hat eine Kurvenüberhöhung von 42 Grad. Sie hat die international übliche Länge von 250 Metern und wurde vom Weltradsportverband UCI zertifiziert. Das Velodrom befindet sich in 177 Metern Höhe über dem Meeresspiegel.